# Wieża Burana
Wieża Burana – minaret w Dolinie Czujskiej w północnym Kirgistanie pochodzący z XI wieku.   

## Historia
Znajduje się około 80 km na wschód od stolicy kraju Biszkeku, w pobliżu miasta Tokmok. Wieża wraz z nagrobkami, niektórymi budowlami ziemnymi i pozostałościami zamku oraz trzema mauzoleami to wszystko, co pozostało po starożytnym mieście Balasagun, które zostało założone przez Karachanidów pod koniec IX wieku. Wieża została zbudowana w XI wieku. Miasto nie zostało zniszczone podczas najazdów mongolskich, ale opuszczone przez mieszkańców stopniowo popadało w ruinę. Od połowy XIX wieku na tym terenie były prowadzone badania nad wieżą i pozostałościami miasta przez rosyjskich naukowców i lokalnych historyków. W okresie ZSRR prowadzono badania archeologiczne na tym terenie. W latach 1927–1928 przeprowadzono konserwację wieży, aby zapobiec jej dalszej degradacji i kontynuowano prace archeologiczne, badania naukowe i dokumentacyjne. Uzbecki archeolog Michaił Jewgiejewicz Masson w 1927 roku na podstawie tych badań ustalił, że wieża powstała w pierwszej połowie XI wieku, co zostało zaakceptowane przez większość badaczy. Po II wojnie światowej, w latach 1953–1954, badania prowadził Oleg Nikołajewicz Kożemiako, który ustalił, że w środku osady znajdują się ruiny dawnej czworokątnej fortecy, a całe miasto miało około 25–30 km². W głównej części miasta znajdowały się budynki mieszkalne i gospodarcze mieszczan wraz z ich działkami, liczne warsztaty rzemieślnicze, bazary itp. Miasto chronił podwójny pierścień murów obronnych, które miały obwód 15 km.  
W latach 1970–1974 konserwatorzy Ministerstwa Kultury Kirgiskiej SRR przeprowadzili renowację wieży Burana. Odbudowano najbardziej zniszczone fragmenty zachodniej strony wieży, zbudowano ośmiościenną podstawę, a od strony południowej dobudowano klatkę schodową umożliwiającą wejście na szczyt. Równocześnie prowadzono prace wykopaliskowe. Pozwoliły one ustalić głębokość posadowienia wieży, odkopać pozostałości czterech budynków sakralnych, budynku łaźni, budynków mieszkalne, ciągów wodociągowych itp. Na podstawie wyników badań w 1976 roku podjęto decyzję o utworzeniu republikańskiego skansenu archeologiczno-architektonicznego na bazie osady Balasagun. Objął on ruiny osady o powierzchni 36 hektarów.

## Opis
Zewnętrzna klatka schodowa i strome, kręte schody wewnątrz wieży umożliwiają wejście na szczyt. Jest to jedna z najstarszych konstrukcji architektonicznych w Azji Środkowej. Wieża pełniła funkcję minaretu. Według badaczy meczet znajdował się po jej zachodniej stronie.  
Wieża miała pierwotnie wysokość ok. 45 metrów, a jej szczyt był zwieńczony kopułą–latarnią. Obecnie ma 24,6 metra, ponieważ górna część zawaliła się podczas jednego z silnych trzęsień ziemi w XV lub XVI wieku. Nazwa Burana pochodzi od arabskiego słowa morana (minaret), które zostało zniekształcone. Wieża składa się z kilku części: fundamentu, ośmiokątnej podstawy i słupa. Cała konstrukcja jest posadowiona na fundamencie z przemiennych warstw kamiennych i ceglanych sięgającym głębokości 5,6 m. Fundament wychodzi nad powierzchnię ziemi tworząc dwustopniowe podium, które ma kształt kwadratu o boku 12,3 m i wysokości 1,2 metra. Jego północna i wschodnia strona jest oblicowana marmurowymi bloczkami o wymiarach 15×30×18 cm. Południowa i zachodnia strona została wykonana ze zwykłych kamieni i nie jest licowana. Podium zostało wykonane z cegieł ułożonych w jodełkę. Podstawa wieży ma kształt graniastosłupa o podstawie ośmiokątnej, o wymiarach ścian bocznych 3,9×4,1 m, wysokości 5 m, średnicy u dołu 9,8 m, a u góry 9,3 m. Każda ściana boczna jest ozdobiona płytką wnęką arkadową na tle płaszczyzn wypełnionym geometryczną dekoracją ceglaną. Krawędzie akcentowane są gładkimi pasami cegły. Na podstawie umieszczony jest słup minaretu. Ma kształt stożka o średnicy na dole 9,3 metra, która zwęża się na górze do 6 metrów. Jego ceglana powierzchnia została wykonana z naprzemiennie gładkich i wypełnionych ornamentem geometrycznym pasów co nadaje mu ażurowy wygląd. Wejście do minaretu umieszczono po południowej stronie na wysokości 6,45 m. Ma wysokość 1,5 m i szerokość 0,65 m. Na szczyt minaretu prowadzą spiralne schody ze stopniami z wypalanej cegły skręcające w kierunku przeciwnym do ruchu wskazówek zegara. Minaret został zbudowany z wypalanej cegły o wymiarach 25×25×5 cm. Po jego wschodniej stronie znajdowały się mauzolea, których pozostałości zostały odkopane w latach 70. XX wieku.   

## Legenda
Z historią wieży jest związana legenda. Opowiada ona, że gdy chanowi urodziła się córka, zaprosił on wszystkich wróżbitów i mędrców z kraju, aby przepowiedzieli przyszłość jego córki. Pewien starzec zapowiedział, że umrze ona od ukąszenia pająka w szesnaste urodziny. Aby ją ochronić, chan zbudował wysoką wieżę, na której szczycie umieścił mieszkanie dla córki. Słudzy podawali jej jedzenie, wnosząc je w koszu po drabinie ustawionej pod wieżą. Dokładnie sprawdzano jego zawartość, aby żaden pająk nie przedostał się do wieży. Podczas obchodów jej szesnastych urodzin chan przyniósł jej kosz owoców. Jednak nie zauważył jadowitego pająka, który ukrył się w koszu. Kiedy córka sięgnęła do kosza, jadowity pająk ugryzł ją. Rozpacz chana była tak wielka, że część wieży rozpadła się.

## Balbale

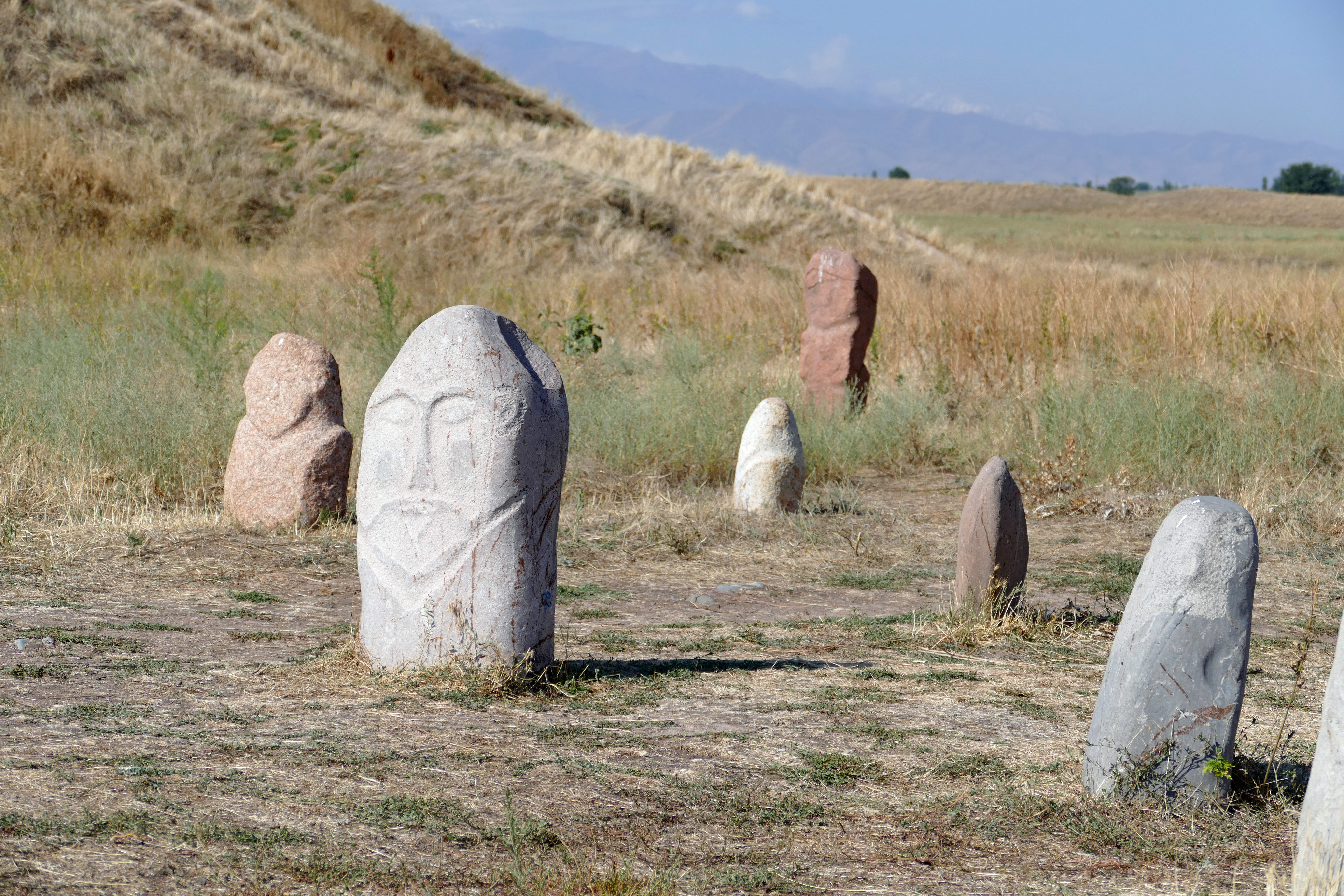
Balbale przy wieży

Wokół wieży obecnie można zobaczyć 80 balbali. Balbale to starożytne nagrobki przedstawiające najczęściej mężczyzn z mieczem lub naczyniem. Posągi prezentowały zmarłego podczas uczty (stypy) odbywającej się po jego śmierci. Kirgizi wierzyli, że dusza jeszcze przez rok mieszka w jurcie, a konkretnie w balbalu lub obrazie nazywanym tul. Po roku balbal umieszczano na grobie zmarłego. Te umieszczone obok wieży pochodzą z tureckich cmentarzy znajdujących się na terenie doliny Czujskiej.